# Vlag van Curitiba

Vlag van Curitiba

De vlag van Curitiba is een van de officiële symbolen van de stad dat, samen met het wapen en volkslied, officieel werd aangenomen op 11 mei 1967 onder Gemeentewet nr. 2993.
De vlag is rechthoekig, met een ratio van 7:10. Een groen veld wordt in acht delen verdeeld door banen wit omlijnd met rood. Het wapen van de stad staat in het midden van de vlag, op een witte rechthoek.